# جیونگ گی یئونگ گوجوسان
پادشاه جیونگ گی یئونگ هجدهمین  پادشاه ￼￼گیجا چوسان بود. او از ۷۲۲  قبل از میلاد تا ۷۰۳ قبل از میلاد سلطنت کرد. نام شخصی او گول (هانگول: 궐، هانجا: 闕) بود. بعد از او  ناک سیونگ به سلطنت رسید. 